# Jane Brown Grimes
Jane Brown Grimes, née le 20 janvier 1941 et morte le 2 novembre 2021) est une dirigeante sportive américaine. Elle dirige entre 2007 et 2008, la Fédération de tennis des États-Unis (ou USTA pour « United States Tennis Association »), l’organisme dirigeant la pratique du tennis aux États-Unis, membre de la Fédération internationale de tennis et qui organise notamment le tournoi de tennis de l’US Open.
Jane Brown Grimes consacre sa vie à la croissance du tennis dans le monde pendant plus de 40 ans. Brown Grimes a exercé une grande influence sur trois organisations majeures du monde du tennis, l'International Tennis Hall of Fame, la Women's Tennis Association et l'USTA, ayant occupé des rôles de leadership au sein de ces trois organisations. Elle est également très active au sein de la Fédération internationale de tennis, ayant siégé au comité des compétitions juniors et au comité des règles du tennis. Elle est membre active du comité de la Fed Cup. De 2005 à 2008, Brown Grimes siège au conseil d'administration du Grand Slam Board en tant que représentante de l'USTA.
Elle est membre du International Tennis Hall of Fame depuis 2014.

## Biographie
Après avoir obtenu son diplôme au Wellesley College en 1962, elle s'inscrit au Baruch College de CUNY pour y décrocher un Master of Business Administration[réf. nécessaire]. Elle épouse Charles Grimes, un rameur américain qui a participé aux Jeux olympiques d'été de 1956 dans l'épreuve du huit et remporté le titre olympique. Ils ont trois enfants[réf. nécessaire].

## Carrière
Jane Brown Grimes commence sa carrière en travaillant chez Life en tant que journaliste. En 1977, elle se tournée vers le tennis pour créer une branche new-yorkaise du Temple de la renommée internationale du tennis.
Dans les années 1970, Brown Grimes est recrutée par Sarah Palfrey, Bill Talbert et Joseph Cullman pour assurer un rôle de leadership au Temple de la renommée internationale du tennis. Elle occupe d'abord le rôle de directrice de tournois pour les événements ATP et WTA (1977-1981), puis le rôle de directrice générale (1981-1986) et enfin de Présidente (1991-2000).
Jane Brown Grimes devient ensuite première vice-présidente de l'USTA en 2005 avant d'être promue présidente en 2007. Lorsqu'elle devient présidente, Brown Grimes est la deuxième femme de l'histoire de l'USTA à occuper ce poste après Julia Levering. Brown Grimes reste présidente jusqu'à ce que Lucy Garvin lui succède en 2009.
À la retraite, Brown Grimes et à profit ses expériences professionnelles pour poursuivre ses études à l'Université de Cambridge. En 2015, elle obtient une maîtrise en relations internationales, axée sur l’impact mondial du tennis. Au cours de ses dernières années, elle accomplit un travail substantiel en vue de son doctorat, une étude de l'histoire du tennis féminin depuis l'aube de l'ère Open en 1968 jusqu'en 2007, lorsque les prix d'un montant égal sont attribués aux hommes et aux femmes dans les quatre tournois du Grand chelem.